# Nord-Ouest (département d'Haïti)
Pour les articles homonymes, voir Nord-ouest.
Le département du Nord-Ouest (créole haïtien : Nòdwès) est l'un des dix départements d'Haïti. Sa superficie est de 2 103 km2 et sa population serait de 662 777 habitants (recensement par estimation de 2009). Port-de-Paix en est la capitale.
Situé sur les rives du Passage du Vent, détroit qui sépare Haïti de Cuba, le Nord-Ouest attire l'intérêt stratégique de Christophe Colomb (qui accoste au Xarama (Port-l'Ecu) qui n'était jamais eu le Môle Saint Nicolas en 1492), ainsi que des flibustiers français qui s'installent ici au XVIIe siècle et fondent ainsi la colonie française de Saint-Domingue. Au cours de son histoire, Môle-Saint-Nicholas est contestée par les Britanniques, les Français, les Américains et évidemment les Haïtiens eux-mêmes.
À l'exception de l'Île de la Tortue, le département du Nord-Ouest est le seul et unique du pays possédant trois façades maritimes, le Nord-Ouest serait l'un des meilleurs départements du pays pouvant faciliter le développement touristique et de la pêche. Son chef-lieu (sa capitale) Port-de-Paix, ville exportatrice de bananes et de café autrefois.

## Divisions administratives
Le département du Nord-Ouest est divisé en 3 arrondissements et 11 communes :
- Arrondissement de Môle-Saint-Nicolas (4 communes) : 
  1. Môle-Saint-Nicolas
  2. Baie-de-Henne
  3. Bombardopolis
  4. Jean-Rabel
- Arrondissement de Port-de-Paix (5 communes) : 
  1. Port-de-Paix
  2. Bassin-Bleu
  3. Chansolme
  4. La Tortue
  5. La pointe des Palmistes
- Arrondissement de Saint-Louis-du-Nord (2 communes) : 
  1. Saint-Louis-du-Nord
  2. Anse-à-Foleur